# Wifflebal

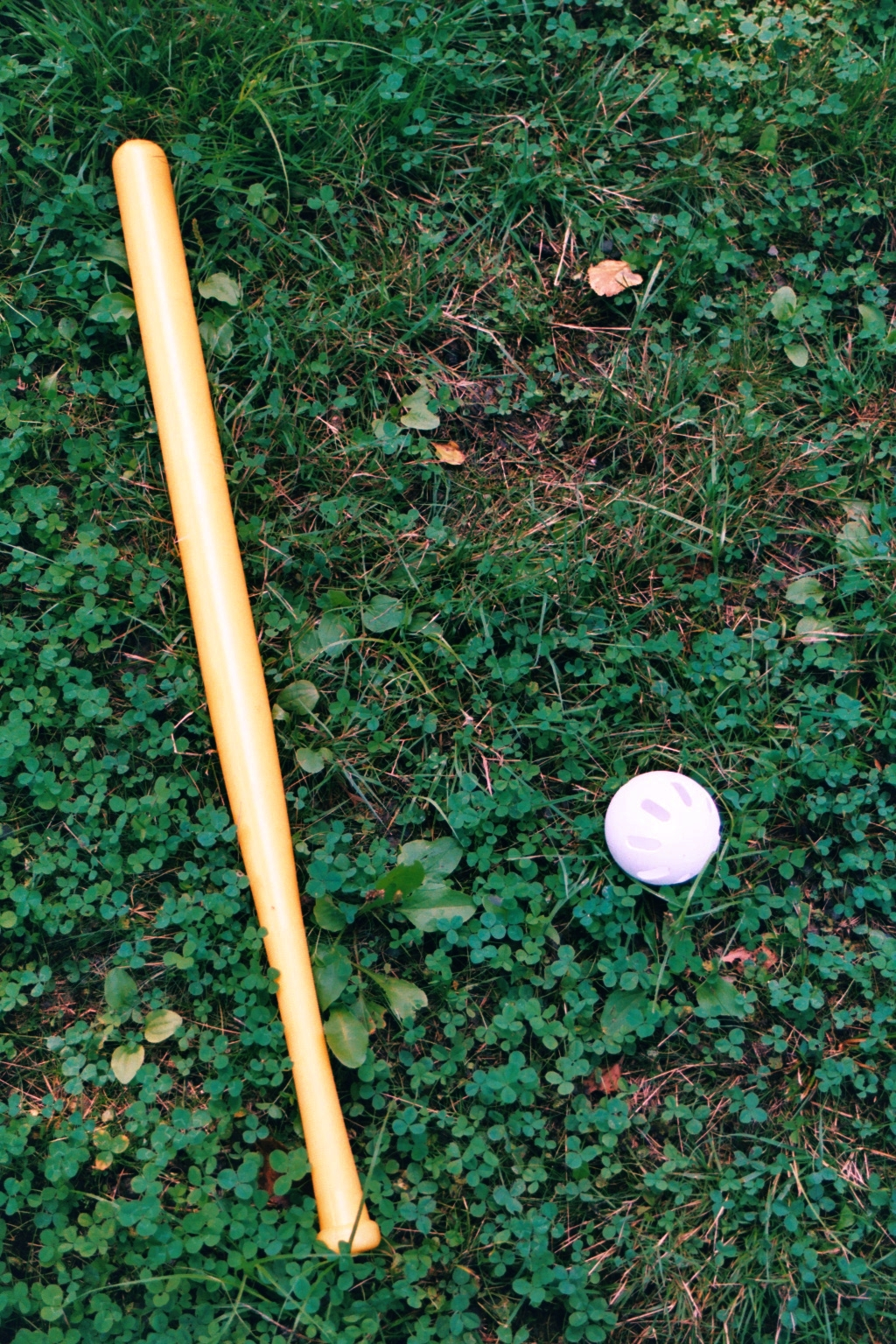
Wifflebat en -bal

Wifflebal is een op honkbal gebaseerde sport. Het is zowel binnen- als buitenshuis te spelen, zolang dat op geschikt terrein gebeurt. Het wordt gespeeld met een lichtgewicht knuppel (bat) en een speciale bal (de wifflebal).
"Wiffle" is een geregistreerd handelsmerk van The Wiffle Ball, Inc., die wiffleballs en bats maakt. De fabriek ligt in Shelton, Connecticut. 
De wifflebal werd in 1953 uitgevonden door David N. Mullany uit Fairfield. Hij wilde voor zijn 12 jaar oude zoon een bal uitvinden die makkelijk in een boog vloog. Zijn naam heeft de bal te danken aan deze jongen en diens vrienden, die een strikeout een whiff noemden. Het spel werd immens populair om in de achtertuin te spelen en is uiteindelijk uitgegroeid tot een officieel erkende sport.
Een normale wifflebal is zo groot als een honkbal, maar bestaat uit plastic en is hol van binnen. Door de gaten in de bal kan de bal al met geringe snelheid met veel effect (curve) worden gegooid.